# Ecurie Ecosse

Logo,

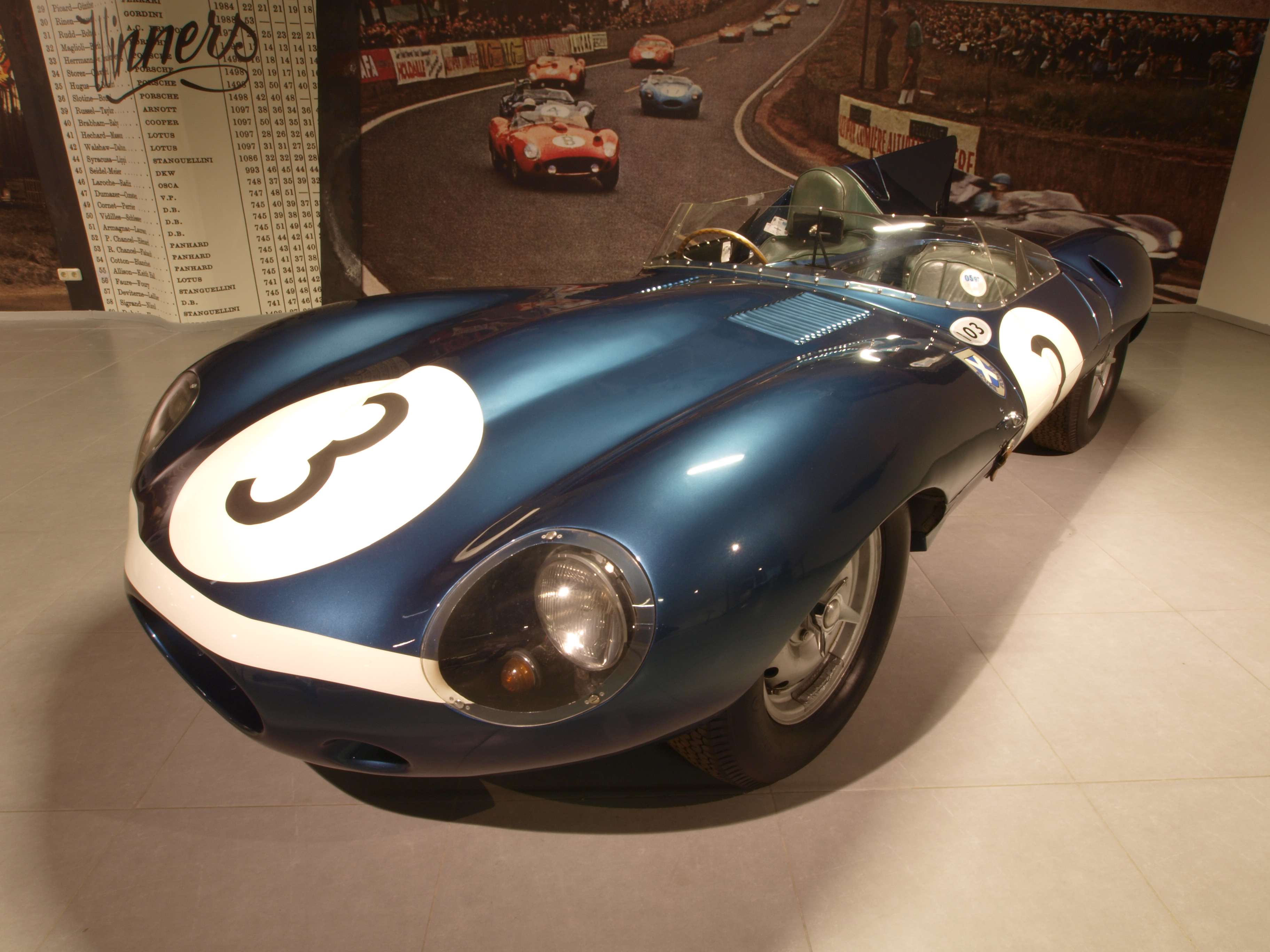
Jaguar XKD de Ecurie Ecosse de Le Mans.

La Ecurie Ecosse fue una escudería de competición automovilística procedente de Escocia, Reino Unido. Fue fundada en 1952 en Edimburgo por un hombre de negocios y piloto de competición, David Murray, y el mecánico Wilkie Wilkinson. Su logro más importante fue ganar las 24 Horas de Le Mans en 1956 y 1957. Tuvo la base en Merchiston Mews, Edimburgo; y sus vehículos estaban pintados de un color llamado Flag Blue Metallic.
Desde 1952 a 1954 participó en 4 Gran Premios del campeonato de Fórmula 1, con un Cooper T20 y un Connaught Type A, sin sumar puntos.
El equipo original dejó de operar en 1971, pero revivió en los años 80 por el piloto entusiasta Hugh McCaig. En 1986, el equipo ganó en la clase C2 del Campeonato Mundial de Resistencia, siendo segundo el año anterior. En 2011, el equipo participó en las 24 Horas de Spa con un Aston Martin DBRS9. En 2018 compitió en la Copa de LMP3 Británica.

## Resultados

### Fórmula 1
(Clave) (negrita indica pole position) (cursiva indica vuelta rápida)

| Año         | Chasis           | Motor              | Neu. | N.º | Pilotos       | 1   | 2   | 3   | 4   | 5   | 6   | 7   | 8   | 9   |
| ----------- | ---------------- | ------------------ | ---- | --- | ------------- | --- | --- | --- | --- | --- | --- | --- | --- | --- |
| 1952        | Cooper T20       | Bristol BS1 2.0 L6 | D    |     |               | SUI | 500 | BEL | FRA | GBR | GER | NED | ITA |     |
| 1952        | Cooper T20       | Bristol BS1 2.0 L6 | D    | 7   | David Murray  |     |     |     |     | Ret |     |     |     |     |
| 1953        | Connaught Type A | Lea-Francis 2.0 L4 | D    |     |               | ARG | 500 | NED | BEL | FRA | GBR | GER | SUI | ITA |
| 1953        | Connaught Type A | Lea-Francis 2.0 L4 | D    | 15  | Ian Stewart   |     |     |     |     |     | Ret |     |     |     |
| 1953        | Cooper T20       | Bristol BS1 2.0 L6 | D    | 18  | Jimmy Stewart |     |     |     |     |     | Ret |     |     |     |
| 1954        | Connaught Type A | Lea Francis 2.0 L4 | D    |     |               | ARG | 500 | BEL | FRA | GBR | GER | SUI | ITA | ESP |
| 1954        | Connaught Type A | Lea Francis 2.0 L4 | D    | 26  | Leslie Thorne |     |     |     |     | 14  |     |     |     |     |
| Referencia: |                  |                    |      |     |               |     |     |     |     |     |     |     |     |     |